# Lethocerus annulipes
Lethocerus annulipes é uma espécie de hemíptero da família Belostomatidae, que pode ser encontrada em toda região tropical e subtropical, tendo a Argentina como seu limite austral e Porto Rico como seu limite boreal. Essa espécie é conhecida por consumir inúmeros animais, às vezes chegando a ser seis vezes maiores, tanto invertebrados como vertebrados. Sua presa favorita são os anfíbios, como a rã-quatro-olhos. Existem relatos da espécie já ter predado répteis como cobras e tartarugas.